# Банани с пижами
Банани с пижами (на английски: Bananas in Pyjamas) е австралийско детско телевизионно шоу излъчвано в периода 1992 – 2001. Концепцията на предаването е базирана на песента „Bananas in Pyjamas“ на Кери Блайтън от 1967 година. Песента става неизменна част от австралийската детска образователна програма „Play School“, а впоследствие и шапка на едноименното предаване. Скоро след успеха си в Австралия „Банани с пижами“ започва да се излъчва в редица държави, сред които и България. През периода 2011-2013 г. сериите са възродени като анимационен сериал.
Главните герои в „Банани с пижами“ са двата банана Б1 (бе едно) и Б2 (бе две), трите плюшени мечета Ейми, Лулу и Морган и Плъх с шапка. Най-популярният сегмент от предаването е неизменният кратък диалог между двата банана:

- Мислиш ли си това, което и аз си мисля, Б1?

- Мисля, че да, Б2!

## Продукция
Предаването е снимано с истински актьори облечени в специално създадени костюми, по подобие на британското детско предаване Телетъбис. В първите снимани епизоди актьорите, които озвучават героите са тези, които носят костюмите, но впоследствие тази практика отпада. В периода юли 1992 до приключването му през 2002 са излъчени общо 300 редовни епизода и допълнителни четири празнични издания, всички със средна продължителност от 5 минути. Пиковият период на „Банани с пижами“ е между 1995 и 1999, когато излизат десетки продукти посветени на шоуто, сред които плюшени играчки, книги и списания, сувенири, детско облекло и прочее. В САЩ предаването дебютира през 1995 г. под името „Bananas in Pajamas“, което да отговаря на изписването по американски английски стандарт.

### Актьори
Актьорите, които озвучават героите са както следва:
- Б1 – Кен Радли
- Б2 – Никълъс Ополски
- Ейми – Мери-Ан Хеншо
- Лулу – Тейлър Оуинс
- Морган – Джеръми Скривънър
- Плъх с шапка – Шейн Макнамара
- Разказвач – Карина Кели

### Информация за героите
Б1 и Б2 – Бананите са забавно-нежни близнаци, които винаги търсят най-доброто в хората и обичат да карат техните приятели да се смеят. Те обикновено могат да се досетят какво мисли техния близнак – т.е. известната им фраза е „Мислиш ли, каквото и аз мисля?“
Лулу – Лулу е най-разумната от мечетата и тя обича да дава заповеди. Лулу също обича да изглежда най-добре през цялото време.
Морган – Морган е винаги да готов да помогне, толкова дълго, тъй като там не е трудно работата извършена. Той обича да готви (и да яде, когато готви) и той е добър приятел с бананите (Б1 и Б2).
Ейми – Ейми е приключенски човек и скача в неща, преди да мисли. Тя е много конкурентна и обича да печели през цялото време. Тя също обича да танцува.
Плъх с шапката – Плъх с шапката работи в местен магазин, където се продава почти всичко, освен тези неща, които хората от Къдълстаун (Cuddlestown) искат да си купят. Плъх с шапката прави различни трикове и се забърква в неприятности.
Топси – Топси е забавно кенгуру, която е понякога прекалено шумна. Топси винаги се включва да играе с някого и да помогне на приятелите си в нужда.
Чарли – Чарли е маймуна с голяма работилница. Той обича да поправя неща и винаги е готов да помогне на приятел.
Бернанд – Бернанд е хрътка от известно кучешко семейство. Той може да бъде строг, но лаенето му е по-лошо, отколкото хапането му и всъщност той е много грижовен и лоялен. Той живее в красивата Баркингтова къща. (Barkington House)
Камембер – Камембер е крава, която си мисли, че е по-добра от останалите. Тя обича да има клюки за това, което се случва в Къдълстаун.
Доли – Доли е най-добрият приятел на Камембер. Тя е нежна овца, която също обича клюки.
Педро – Педро е прасе, което се тревожи твърде много за неща, на които му вървят зле. Любимите му две неща са: храна и повече храна! О, да... и той също обича да играе в калта.
Пек – Пек е любопитна малка патица, която живее на дъното на езерото. Тя очаква нейните малки да се излюпят от нейните яйца.
Мидж – Мидж е приятелски тюлен, който е тромав на земята, но бърз във водата. Той обича да играе и да се забавлява.
Скид – Скид е делфин, който бананите веднъж го спасиха от една мрежа. Тя е много срамежлива, но е добър приятел на бананите.
Толстой и Томасина – Толстой и Томасина са костенурки, които живеят спокойно на река Къдълстаун. Те обикновено не се присъединяват към приключения, но те са щастливи да видят своите приятели от Къдълстаун.

## В България
В България сериалът е излъчен в края на 90-те години по Канал 1, като част от рубриката „Лека нощ, деца“.